# Cnaeus Cornelius Lentulus Augur
Pour les articles homonymes, voir Cornelius Lentulus.
Lentulus l'Augure (en latin Cnaeus Cornelius Lentulus Augur) est un homme politique romain contemporain d'Auguste et de Tibère, dont il est un proche.

## Origine
Lentulus l'Augure est issu de la gens Cornelia, l'une des plus puissantes familles patriciennes de la Rome antique. Son père est un Cnaeus Cornelius Lentulus, sans qu'il soit possible d'identifier lequel parmi les nombreux Cornelii Lentuli de l'époque.
Pour le distinguer de ses homonymes (Cnaeus Lentulus, consul en 18 av. J.-C. et Cnaeus Lentulus Cossus dit Cossus Cornelius Lentulus, consul en 1 av. J.-C.) il est surnommé l'Augure en raison du sacerdoce qu'il détient.

## Vie
Consul en 14 av. J.-C. avec Marcus Licinius Crassus Dives, il est proconsul d'Asie en 1 av. J.-C..
Comme beaucoup d'aristocrates de l'époque, Lentulus l'Augure avait été ruiné par les guerres civiles et les proscriptions. Mais, bénéficiant de la faveur d'Auguste, il s'enrichit considérablement jusqu'à posséder 400 millions de sesterces.
En 22, il s'oppose à la nomination de Servius Cornelius Lentulus Maluginensis, flamine de Jupiter, au proconsulat d'Asie.
Il est peut-être le « Cnaeus Lentulus » qui meurt en 25. Selon Suétone, Tibère l'aurait effrayé au point de le forcer à se suicider et à lui léguer tous ses biens.